# Надвірний проповідник
Надвірний проповідник (пол. Kaznodzieja nadworny) — двірський уряд Речі Посполитої, помічник надвірного капелана в душпастирській праці.
Зазвичай виголошував проповіді під час церковних служб за участю короля та його родини.

## Деякі відомі надвірні проповідники
- Андрій Боболя — проповідник за короля Яна Казимира
- Мартин Лятерна — проповідник за короля Стефана Баторія
- Миколай Поплавський — проповідник за королів Яна Казимира та Михайла Корибута Вишневецького.
- Петро Скарґа — проповідник короля Сигізмунда III.